# Gyroptère Chauvière
Pour les articles homonymes, voir Chauvière.
Le Gyroptère Chauvière est un autogire conçu en 1927 par Lucien Chauvière, le premier constructeur français d'hélices d'avions durant la Première Guerre mondiale.